# Steven Klein
Steven Klein (Cranston, 30 de abril de 1965) é um cinegrafista e fotógrafo de moda norte-americano.

## História
Depois de estudar pintura na Rhode Island School of Design, mudou para o curso de fotografia. Klein fotografou grandes perfis para campanhas de vários clientes, incluindo Calvin Klein, D&G, Alexander McQueen e Nike e é um regular contribuidor de revistas, como a Vogue, i-D, Numéro, W e Arena. O seu trabalho inclui várias capas de revistas, mais recentemente a da Vogue Italia de Setembro, sessão com a cantora Rihanna. Outras exibições da revista W, com Madonna, entre outros artistas.